# Viola biflora
Viola biflora é uma espécie do gênero Viola. Ela é também chamada de violeta de duas flores.
É uma planta herbácia com flores solitárias que tem a característica de apresentar-se em pares, são terminais, hemafroditas, de cor amarela e florescem de junho a julho. O fruto é uma cápsula.